# Hải Thịnh
Hải Thịnh là một xã ven biển thuộc tỉnh Ninh Bình, Việt Nam.

## Địa lý
Trụ sở xã nằm cách phường Hoa Lư - trung tâm tỉnh lỵ Ninh Bình 41 km về phía Đông Nam, có vị trí địa lý:
- Phía đông giáp xã Hải Xuân.
- Phía bắc giáp xã Hải An và xã Nghĩa Sơn.
- Phía tây giáp xã Hồng Phong, xã Rạng Đông và xã Quỹ Nhất.
- Phía đông nam giáp biển Đông.

Xã Hải Thịnh	có diện tích:	32,92	km², 	dân số:	33.521	người, mật độ dân số: 	1018	người/km². 	Đây là đơn vị có diện tích xếp thứ:	28	, số dân xếp thứ: 	48	và mật độ dân số xếp thứ: 	87	trong số 129 xã, phường ở Ninh Bình.  
Xã này nằm trên Quốc lộ 21, Quốc lộ 21B, và cũng là nơi có sông Ninh Cơ chảy qua. Đây là 1 trong 14 xã tiếp giáp trực tiếp với biển của tỉnh Ninh Bình.

## Lịch sử
Theo Nghị quyết số 1674/NQ-UBTVQH15 ngày 16/6/2025 về sắp xếp các đơn vị hành chính cấp xã của tỉnh Ninh Bình năm 2025, Theo đó, sắp xếp toàn bộ diện tích tự nhiên, quy mô dân số của thị trấn Thịnh Long, xã Hải Châu và xã Hải Ninh thành xã mới có tên gọi là xã Hải Thịnh.

## Du lịch
Hải Thịnh có khu du lịch biển Thịnh Long là điểm đến thu hút khách du lịch nghỉ dưỡng và tắm biển.